# Sciapus montium
Sciapus montium är en tvåvingeart som beskrevs av Becker 1908. Sciapus montium ingår i släktet Sciapus och familjen styltflugor.
Artens utbredningsområde är Kanarieöarna. Inga underarter finns listade i Catalogue of Life.